# دوست من ایرما
دوست من ایرما (انگلیسی: My Friend Irma) نام یک مجموعهٔ نمایشی رادیویی محبوب و موفق در دههٔ ۴۰ میلادی بود که توسط «سای هاوارد» خلق شد و از ۱۱ آوریل ۱۹۴۷ تا ۲۳ اوت ۱۹۵۴ از شبکهٔ رادیویی سی‌بی‌اس پخش شد.
این نمایش کمدیِ رادیویی، آن چنان در اواخر دههٔ ۴۰ میلادی محبوب گشت که از روی آن، سریال تلویزیونی، فیلم و کمیک استریپ ساخته و منتشر شد.
چه در نسخهٔ رادیویی و چه در تلویزیون و سینما، نقش «ایرما پیترسون» را «ماری ویلسون» ایفا نمود.